# قباتل (ذمار)

تعديل مصدري - تعديل

قباتل هي إحدى قرى عزلة منقذة بمديرية مدينة ذمار التابعة لمحافظة ذمار، بلغ تعداد سكانها 1,559 نسمة حسب تعداد اليمن لعام 2004.